# Tazrouk (distrito)
Tazrouk é um distrito localizado na província de Tamanghasset, Argélia. Sua capital é a cidade de mesmo nome. A população total do distrito era de 9 036 habitantes, em 2008.

## Comunas
O distrito está dividido em duas comunas:
- Tazrouk
- Idlès